# Hutajulu Parbalik
Hutajulu Parbalik is een bestuurslaag in het regentschap Tapanuli Utara van de provincie Noord-Sumatra, Indonesië. Hutajulu Parbalik telt 134 inwoners (volkstelling 2010).